# Aoplus personatus
Aoplus personatus är en stekelart som först beskrevs av Johann Ludwig Christian Gravenhorst 1829.  Aoplus personatus ingår i släktet Aoplus och familjen brokparasitsteklar. Arten är reproducerande i Sverige. Inga underarter finns listade i Catalogue of Life.